# Le Premier Amour
Pour les articles homonymes, voir Puppy Love (homonymie).
Pour plus de détails, voir Fiche technique et Distribution.
Le Premier Amour (Puppy Love) est un dessin animé de Mickey Mouse produit par Walt Disney pour United Artists et sorti le 2 septembre 1933.

## Synopsis
Mickey est venu offrir des chocolats à Minnie, en compagnie de Pluto. Mais le chien et Fifi, la chienne de Minnie, décident d'ouvrir la boîte et de manger les chocolats.

## Fiche technique
- Titre original : Puppy Love
- Autres titres[1] :
  - Allemagne : Zweimal Liebe
  - Espagne : Amor de cachorrillos
  - France : Le Premier Amour
  - Suède : Trogen som en hund
- Série : Mickey Mouse
- Réalisateur : Wilfred Jackson
- Animateur : Dick Huemer
- Voix : Walt Disney (Mickey), Marcellite Garner (Minnie)
- Producteur : Walt Disney, John Sutherland
- Distributeur : United Artists
- Date de sortie : 2 septembre 1933[2]
- Format d'image : Noir et blanc et Couleur
- Son : Mono RCA Photophone
- Durée : 8 min
- Langue : (en)
- Pays :  États-Unis

## Voix françaises
- Jean-François Kopf : Mickey Mouse
- Georges Costa : Mickey Mouse (chant)
- Marie-Charlotte Leclaire : Minnie Mouse

## Commentaires
Ce film marque la première apparition d'une compagne récurrente pour Pluto, ici la chienne Fifi le pékinois.